# 中野会会長襲撃事件
中野会会長襲撃事件（なかのかいかいちょうしゅうげきじけん）は、1996年（平成8年）7月10日、京都府八幡市の理髪店で、五代目山口組若頭補佐・中野太郎が四代目会津小鉄系組員に銃撃された事件。中野は無傷であった。「京都事件」とも呼ぶ。

## 中野太郎襲撃まで
1964年の木屋町事件を契機に、三代目山口組と三代目会津小鉄との間には、山口組は京都に進出しないという暗黙の了解が交わされていた。しかし、1990年代に入ると京都市の崇仁地区の利権をめぐって対立が激化していった。
1992年4月、京都府で、五代目山口組中野会関係の不動産業者が四代目会津小鉄系組員に刺殺された。翌1993年の10月に会津小鉄組員が京都市の山口組系事務所を銃撃。さらに山口組系組員が滋賀県大津市の会津小鉄系組事務所の駐車場で会津小鉄系組員を射殺した。
1995年6月、山口組と会津小鉄の間で26時間以内に14件の発砲事件が起きたが、すぐに山口組と会津小鉄は手打ちを行った。
1995年7月、中野太郎の自宅に銃弾が撃ち込まれる。
同年8月24日夜、京都市東山区祇園の繁華街で、山口組藤和会山下組組員と会津小鉄系山浩組組員が口論となった。山下組組員が山浩組の山本浩令組長を狙撃、山本は重傷を負った。その後、山口組関係者宅に銃弾が撃ち込まれた。
8月25日午前4時10分、山口組藤和会山下組組員2人が、京都市左京区の山浩組事務所近くで、私服で警戒にあたっていた京都府警巡査部長を会津小鉄系組員と勘違いして射殺。（山下組組員警官誤射殺事件）
1996年2月18日、山口組総本部で、山口組若頭補佐・桑田兼吉と、共政会・沖本勲会長と、会津小鉄若頭・図越利次（当時は中島会会長。後の五代目会津小鉄会会長。三代目会津小鉄・図越利一会長の長男）の五分の兄弟盃が執り行なわれた。
1996年4月、京都府宇治市のパチンコ店で、会津小鉄系組員が射殺された。

## 中野太郎襲撃
1996年7月10日、京都府八幡市の理髪店で、散髪中だった山口組若頭補佐・中野太郎が、会津小鉄系・中島会組員7～8人に理髪店の外から銃撃された。中野のボディガードが拳銃で応戦し、会津小鉄系組員2人を射殺した。中野太郎は贔屓にしていたこの店のガラスを事前に防弾ガラスに替えており、無傷であった。

## 事件後
襲撃事件当日の夜、図越利次（中島会会長）ら会津小鉄最高幹部が山口組総本部を訪れ、詫びの現金を持参するとともに、会津小鉄系組員が中野太郎を襲撃したことを詫びた（図越は指を詰めていたという）。山口組五代目組長・渡辺芳則は、腹心の中野への銃撃に対し図越が指を詰めて詫びとしたことに激怒、会長の高山登久太郎を呼ぶよう要求したが、山口組若頭・宅見勝は図越利次らの謝罪を受け入れ、中野太郎と協議することなく和解。渡辺は宅見らの決定に従う形となった。
襲撃事件で中野太郎に身体的被害は無かったが、自身のボディーガードが襲撃犯を射殺したため、自身も事情聴取を受けることとなった。警察に身柄を拘束されている間に、当事者である自分を抜きにした宅見勝の裁定に激しい不満を抱いた。それを機に中野と宅見は激しく対立し、やがて宅見若頭射殺事件へと発展してゆく。
中野は自宅に戻ってすぐ、襲撃からわずか30分で宅見から無事を確認する電話を受けた。これに対して中野は、京都の出来事を大阪の宅見がここまで早く知ることが出来るはずがないとして、本件が宅見の仕業であることを確信したという。
これが宅見の暗殺に繋がり、延いては山口組内で主流派であった中野会と山健組が袂を分かち、トップを失った宅見組は跡目候補から脱落した。五代目渡辺も求心力が低下し、引退を早めた結果となった。
争いから距離を置いていた司忍率いる弘道会が山口組内で力を持つようになり、司忍の六代目就任の流れが作られた。司忍の露骨な身内贔屓により、かつての主流派である山健組や宅見組が冷遇されことが神戸山口組の分裂に繋がった。そして、この分裂に会津小鉄会も巻き込まれていく。
一連の流れの中で、本件は現在までに繋がる山口組分裂の発端と位置付けられる出来事であった。